# Sebastjan Linke
Sebastjan Linke es un deportista esloveno que compitió en piragüismo en la modalidad de eslalon. Ganó una medalla de bronce en el Campeonato Mundial de Piragüismo en Eslalon de 1997 y una medalla de bronce en el Campeonato Europeo de Piragüismo en Eslalon de 1996.

## Palmarés internacional
| Campeonato Mundial | Campeonato Mundial   | Campeonato Mundial | Campeonato Mundial |
| Año                | Lugar                | Medalla            | Competición        |
| ------------------ | -------------------- | ------------------ | ------------------ |
| 1997               | Três Coroas (Brasil) | Medalla de bronce  | C1 por equipos     |
| Campeonato Europeo |                      |                    |                    |
| Año                | Lugar                | Medalla            | Competición        |
| 1996               | Augsburgo (Alemania) | Medalla de bronce  | C1 por equipos     |